# Середньовіччя (фільм)
«Середньові́ччя» (ориг. чеськ. Jan Žižka або Warrior of God, в англійськомовному прокаті — Medieval ) — англомовна чеська історична драма 2022 року режисера Петра Якла.
Фільм оповідає про життя Яна Жижки, богемського полководця, який ніколи не програвав жодної битви. Дія фільму розгортається напередодні гуситських воєн (1419–1434), коли Жижка був молодим та розповідається про те, як він став відомим полководцем. З бюджетом 500 мільйонів крон (20,3 мільйона доларів) це найдорожчий чеський фільм серед будь-коли знятих.

## Сюжет
У XIV столітті Вацлав IV з дому Люксембургів є королем Богемії, королем Німеччини та римським імператором одночасно. Вацлав отримує трон після свого батька Карла IV, але його правління не прославилось успіхом, і королівство починає розпадатися під його слабкою владою.
Країною фактично править Генріх III Розенберг, який є найвпливовішим дворянином. У фільмі розповідається про Яна Жижку, лицаря, найманця та майбутнього лідера армії гуситів, який очолює групу найманців.
Лорд Бореш доручає Жижці викрасти наречену Розенберга Катеріну, що змусить Розенберга дотриматися слова та допомогти Вацлаву IV стати імператором Священної Римської імперії.
Це втягує Жижку у високу політику та призводить до конфлікту не лише з Розенбергом, а й із королем Сигізмундом, братом Вацлава, який посилає солдатів на чолі з наставником Жижки Тораком, щоб повернути Катеріну.
Торак і його люди спалюють будинок Жижки, вбивають його племінника і викрадають Ярослава — його брата, щоб обміняти на Катеріну. Торак влаштовує пастку, але Жижка, використавши допомогу місцевих селян і чудову тактику, переміг його, попри їх чисельну перевагу.
Жижці та його людям вдається втекти разом із Ярославом і Катеріною. Вони ховаються в сусідній печері, але потрапивши у засідку, Жижка ледь не втрачає око в бою з Тораком. Катеріна доглядає за ним після поранення. Торак розшукує Жижку, тероризуючи місцевих селян. Його людям врешті-решт вдається викрасти Катеріну, яка закохалася в Жижку.
Катеріну доставляють у замок Розенберга, а Жижка та його люди знаходять смертельно пораненого Бореша, який розповідає, що Сигізмунд викрав короля Вацлава. Помираючи, він каже, що світ неможливо змінити на краще, якщо королі можуть робити такі речі. Жижка вирішує врятувати Катеріну і, потрапивши у замок, стикається з Тораком.
Торак бере верх, але Катеріна кидається зі стіни замку до річки, щоб врятувати Жижку. Жижка стрибає за нею, тягнучи за собою Торака. Він вбиває Торака під водою і приносить Катеріну на берег річки. Після поцілунку вона віддає йому своє кільце і помирає. Жижка приносить її тіло своїм людям.
Епілог говорить, що Сигізмунд став королем Богемії після смерті свого брата, але народ повстав проти нього. Потім Сигізмунд організував хрестові походи до Богемії, а Жижка очолював чисельно переважаючих селян. Фільм закінчується під час гуситських війн, коли Жижка очолює гуситську армію у вагенбурзі проти великої армії. Показано, що він все ще береже перстень Катеріни.

## У ролях
| Актор              | Роль                    |
| ------------------ | ----------------------- |
| Бен Фостер         | Ян Жижка                |
| Майкл Кейн         | Лорд Бореш              |
| Тіль Швайґер       | Розенберґ               |
| Вільям Моузлі      | Ярослав, брат Яна Жижки |
| Метью Гуд          | Сигізмунд Люксембург    |
| Софі Лоу           | Кетрін                  |
| Карел Роден        | Вацлав IV               |
| Роланд Мюллер      | Торак                   |
| Вінценц Кіфер      | Конрад                  |
| Магнус Самуельссон | Ларс                    |
| Бен Крістовао      | Аджар                   |
| Даніель Вавра      | селянин                 |

## Виробництво
У 2013 році Петр Якл оголосив, що готується зняти фільм про Яна Жижку та оцінив можливий бюджет у 85 мільйонів чеських крон. Протягом 2014 року було заплановано його випуск у 2016 році. Робота над фільмом почалася після того, як Якл закінчив «Гуля» у 2015 році Американське агентство William Morris Endeavour допомогло з набором акторів для фільму. Якл заявив, що Жижку, швидше за все, зіграє іноземний актор.
У серпні 2016 року стартував процес набору статистів для битв. Перший раунд набору завершився в січні 2017 року за участю тисяч добровольців.
У липні 2017 року Якл оголосив, що зйомки почнуться навесні 2018 року і проходитимуть у Південній та Центральній Богемії. Він також заявив, що Жижку точно не зіграє чеський актор, сказавши, що його контакти в США спілкуються з агентами деяких американських акторів. 6 березня 2018 року продюсером фільму став Кассіан Елвес.
24 серпня 2018 року оголосили, що Бен Фостер буде обраний на роль Яна Жіжки. Початок зйомок запланували на 17 вересня 2018 року. 7 вересня 2018 року оголосили, що Майкл Кейн зіграє вигаданого персонажа Лорда Бореша. Метью Гуд отримав роль короля Сигізмунда в листопаді.
Фільм офіційно анонсований 13 вересня 2018 року. Серед головних акторів були Тіль Швайгер, Марек Вашут і Софі Лоу. Остаточний бюджет оголосили як 500 000 000 чеських крон (23 000 000 доларів США). Зйомки почалися 17 вересня 2018 року[джерело?] та проходили біля Праги до жовтня 2018 року. Потім зйомки перемістилися в різні чеські замки, такі як замок Кршивоклат, а потім завершилися в грудні 2018 року. Зйомки проходили переважно в Середній і Південній Богемії.

### Теми та натхнення
Фільм заснований на юності відомого гуситського полководця Яна Жижки, одного з найуспішніших полководців свого часу, який ніколи не програвав жодної битви. Режисер Петр Якл (відомий кіноглядачеві особливо завдяки популярному трилеру Kajínek про відомого чеського втікача з в'язниці) сказав, що хоче популяризувати Чехію у світі, тому цього разу обрав одного з найбільших чеських національних героїв як головного героя для свого фільму. На відміну від інших авторів, він обрав ранній період життя Жижки, бо хотів, щоб глядачі побачили, як формувався його характер. Водночас це дозволило йому зробити фільм відмінним від його попередників (наприклад, відомого фільму 1955 року «Ян Жижка» Отакара Ваври), який зосереджувався на його славетному гуситському періоді. Якл зізнався, що хоча намагався бути вірним фактам, співпрацюючи з чеським істориком Ярославом Чехурою, він не вважав їх настільки важливими, як загальне враження, тим більше, що багато фактів раннього життя Жижки взагалі невідомі або є предметом суперечок між істориками. Таким чином також додали історію кохання.

## Вихід фільму
Прем'єра фільму відбулася 5 вересня 2022 року в Slovanský dům. Його відвідали такі актори та продюсери, як Тіль Швайгер, Софі Лоу та Петр Якл. Майкл Кейн надіслав відеопривітання. Фільм вийшов у прокат 8 вересня 2022 року.

### Домашнє медіа та стримінг
31 жовтня 2022 року фільм вийшов у цифровий і стримінговий доступ. 9 листопада 2022 року фільм вийшов на Netflix.
Paramount Home Entertainment придбала права на розповсюдження домашнього відео на фільм, який планується випустити на Blu-ray приблизно 6 грудня 2022 року.

## Сприйняття
На вебсайті агрегатора рецензій Rotten Tomatoes рейтинг схвалення фільму становить 38 % на основі 34 рецензій із середньою оцінкою 5/10. Консенсус вебсайту говорить: «Деяких солідних декорацій недостатньо, щоб компенсувати тонкий і часто незрозумілий сюжет середньовіччя». Metacritic присвоїв фільму середньозважену оцінку 46 зі 100 на основі 13 критиків, що вказує на «змішані або середні відгуки». Фільм отримав 58 % балів на основі 12 рецензій на чеському сайті Kinobox.cz.

### Касові збори
Фільм стартував у Чехії з 114 244 глядачами під час попереднього перегляду та 104 921 глядачем протягом перших вихідних. У підсумку він зібрав 18 825 068 крон. Це четверте найкраще відкриття року.
У Сполучених Штатах фільм зібрав $821 991 у 1311 кінотеатрах, посівши 14 місце.

## Відеоігри
21 квітня 2022 року режисер фільму Петр Якл зазначив, що фільм супроводжуватиметься двома адаптаціями відеоігор. Один буде випущений для ПК і ігрових консолей, а інший для мобільних телефонів. Medieval — це пригодницька гра, яка розробляється Cypronia, а мобільна гра Medieval AR розробляється компанією More.is.More.